# Mexicaanse griep

Bevestigde sterfgevallen
Bevestigde besmettingsgevallen
Zie ook: H1N1 live map, [https://www.who.int/csr/don/ WHO updates

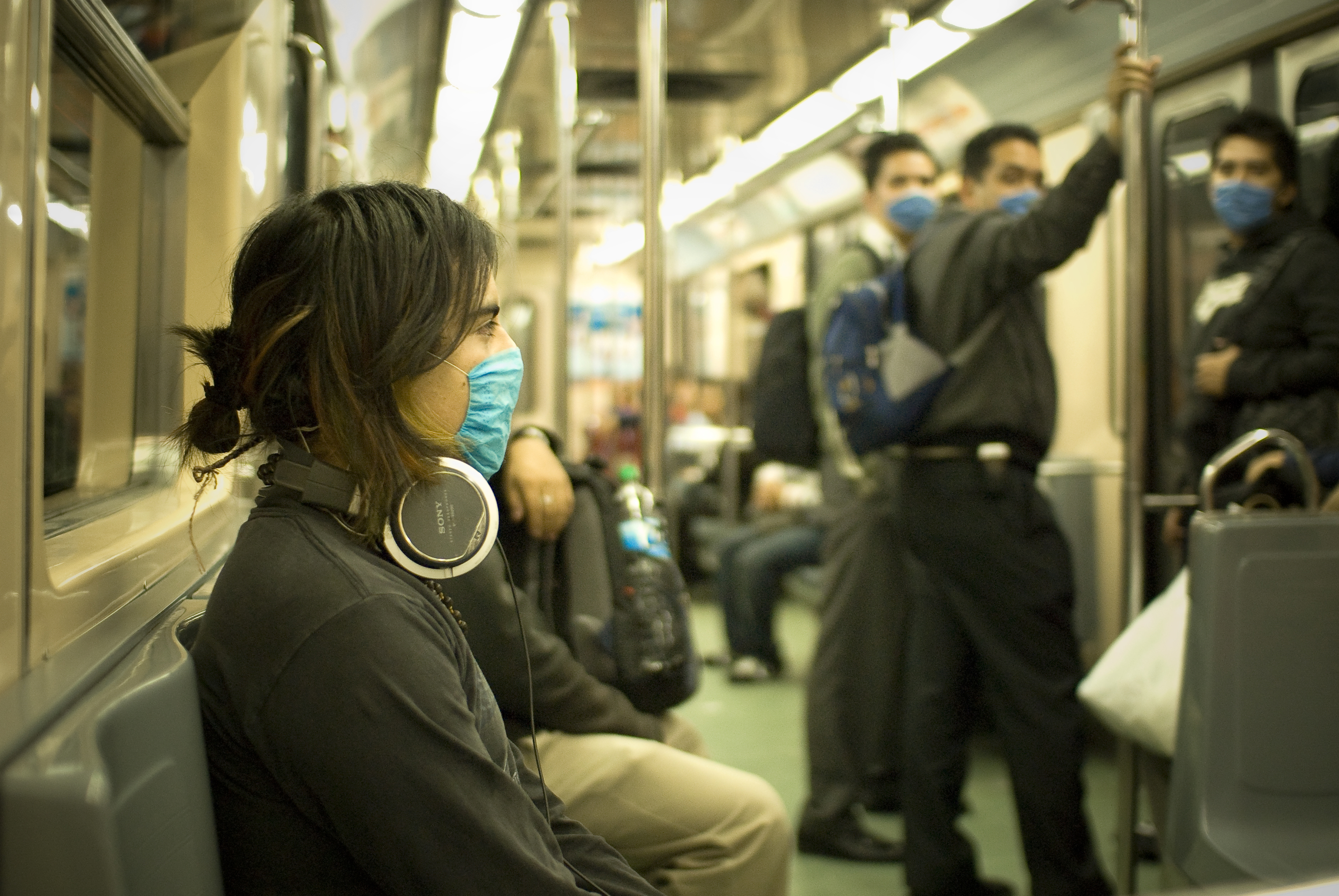
Metroreizigers in Mexico-Stad met mondkapjes om zichzelf te beschermen

De Mexicaanse griep, officieel Nieuwe Influenza A (H1N1), en aanvankelijk ook wel varkensgriep is een griepvirus dat in 2009 een pandemie veroorzaakte. Het virus behoort tot een nieuwe stam van het H1N1-varkensgriepvirus en had zijn oorsprong in Mexico in maart 2009.
Het virus manifesteerde zich voor het eerst in Mexico en breidde zich in april uit naar de Verenigde Staten en al snel ook naar andere landen. Op 11 juni verklaarde de Wereldgezondheidsorganisatie (WHO) dat het uitbreken van Influenza A (H1N1) een pandemie is. Op 16 juli meldde de WHO dat het aantal Mexicaansegriepgevallen inmiddels niet meer te tellen was. Volgens cijfers van het Amerikaanse Centra voor Ziektebestrijding en -preventie (CDC) waren er op 28 augustus 2009 209.438 besmettingen en ten minste 2.185 doden als gevolg van het virus vastgesteld. Bij sterfgevallen is vaak sprake van een combinatie met één of meerdere andere aandoeningen waardoor de patiënt reeds een sterk verminderde gezondheid heeft. Overlijden aan alleen Mexicaanse griep is zeldzaam.
In veel gevallen verloopt de infectie vrij mild en veel patiënten melden zich daarom niet. Er zijn in totaal 17.483 wereldwijd bevestigde sterfgevallen geweest in 2009. In Nederland waren dit er 60. Bij de 'gewone' Nederlandse seizoensgriep ligt dit tussen de 250 en de 2000. De Wereldgezondheidsorganisatie was bezorgd, omdat bij eerdere pandemieën is gebleken dat de agressiviteit van griepvirussen kan veranderen. Dit is bij de Mexicaanse griep niet gebeurd. Vanaf 11 augustus 2010 werd de Mexicaanse griep niet langer een pandemie genoemd.
In 2010 stak het virus opnieuw de kop op. Eind december waren er in het Verenigd Koninkrijk reeds 39 mensen overleden aan de Mexicaanse griep en lagen er in Engeland 738 mensen met het virus op de afdeling intensieve zorg.
In 2015 stak het virus de kop op in India. Op 9 maart 2015 werden 1370 doden gemeld en meer dan 25.000 mensen raakten besmet.
Bij de griepepidemie die in januari 2016 in Nederland heerste, was er voornamelijk sprake van het H1N1-virus.
De term Mexicaanse griep wordt tegenwoordig (anno 2020) nog zelden gebruikt. Men gebruikt doorgaans de term Influenza A/H1N1 voor het virus. Ook wordt deze griep als gewone griep behandeld.

## Viruseigenschappen

Symptomen van Influenza A (H1N1) bij mensen

Genetische samenstelling van het griepvirus
HA: Hemagglutinine type 1 (H1)
NA: Neuraminidase type 1 (N1)
PA: vogel-, Noord-Amerika
PB1: menselijk, aanwezig in een H3N2-virus uit 1993
PB2: vogel-, Noord-Amerika
NP: varkens-, Noord-Amerika
M: varkens-, Eurazië
NS: varkens-, Noord-Amerika

### Genetica en symptomen
Deze nieuwe virusstam is een reassortment van een aantal stammen van het H1N1-griepvirus, waaronder humane griep, vogelgriep en varkensgriep.
Wereldwijd overlijden er jaarlijks tussen de 250.000 en 500.000 mensen aan griep. De slachtoffers zijn doorgaans ouderen, zeer jonge kinderen en mensen met een zwakke gezondheid. Dit is bij deze griep niet anders. Het virus is niet gevaarlijker dan andere griepvirussen, maar kan echter dieper in de luchtwegen doordringen. Dit vergroot mogelijk de kans op een longontsteking.
Onder de patiënten zijn ook veel jongvolwassenen. Het grootste verschil met een normaal griepseizoen is dat 62 tot 85 procent van de slachtoffers van de Mexicaanse griep jonger dan 65 jaar was. Er zijn vermoedens dat deze mensen gevoeliger zijn om deze ziekte te krijgen, wat juist bij hen een cytokinestorm tot gevolg kan hebben. Regelmatig wordt in de media verwezen naar de Spaanse griep, een pandemie die zich afspeelde in 1918 en 1919, en waarbij tientallen miljoenen mensen stierven, van wie er veel nog jong waren.

### Relatie met varkens en varkensvlees
Dit virustype wordt, anders dan de benaming 'varkensgriep' suggereert, niet in de eerste plaats aangetroffen bij varkens. Waarschijnlijk wordt het virus niet door het eten van vlees overgedragen. Bij verhitting boven 70 °C wordt het virus sowieso vernietigd.
Desondanks besloten diverse landen na de uitbraak de grenzen gedeeltelijk of helemaal te sluiten voor varkensvlees. In een dierentuin in de Iraakse hoofdstad Bagdad werden drie wilde zwijnen geslacht. De overheid van Egypte besloot alle 250.000 varkens te ruimen. Deze ruimingen, en ook andere acties tegen varkens en varkensvlees, die veelal plaatsvinden en -vonden in islamitische landen, leidden tot beschuldigingen van discriminatie vanuit de islamitische overheid tegenover de christelijke boeren.
Hoewel niet veelvoorkomend, zijn er wel gevallen bekend van besmette varkens. De besmetting bleek hier echter van mens op varken, en niet van varken op mens te zijn geschied. Zo bleek begin mei dat een Nederlandse varkensboer in Canada een groot aantal varkens op zijn boerderij had besmet.

## Ziekteverloop
Het virus komt bij praten, hoesten of niezen van een patiënt in de lucht. Zo komt het in de luchtwegen van een volgende patiënt. Ook kan het door lichamelijk contact (handen schudden, zoenen) worden overgebracht, waarbij het virus uiteindelijk in de luchtwegen belandt.
Ongeveer 1 tot 7 dagen na de besmetting treden de eerste symptomen op. De meeste symptomen zijn gelijk aan die van normale griep: koorts, loopneus, spierpijn, keelpijn en hoest. De symptomen diarree en braken zijn bij Influenza A (H1N1) heviger dan bij gewone griep.
Na het optreden van de eerste symptomen duurt de ziekte meestal ongeveer zes dagen. In geval van andere aanwezige aandoeningen kunnen die zich ernstiger ontwikkelen. Dat heeft echter weinig of geen invloed op de duur van de griep.
Een patiënt is besmettelijk (in staat de ziekte over te dragen) zolang hij de symptomen van de griep heeft. In de periode na besmetting, maar voor het optreden van symptomen is de patiënt niet besmettelijk. Doorgaans duurt de besmettelijkheid vijf tot zes dagen, maximaal zeven dagen na de eerste symptomen.

## Preventie en behandeling

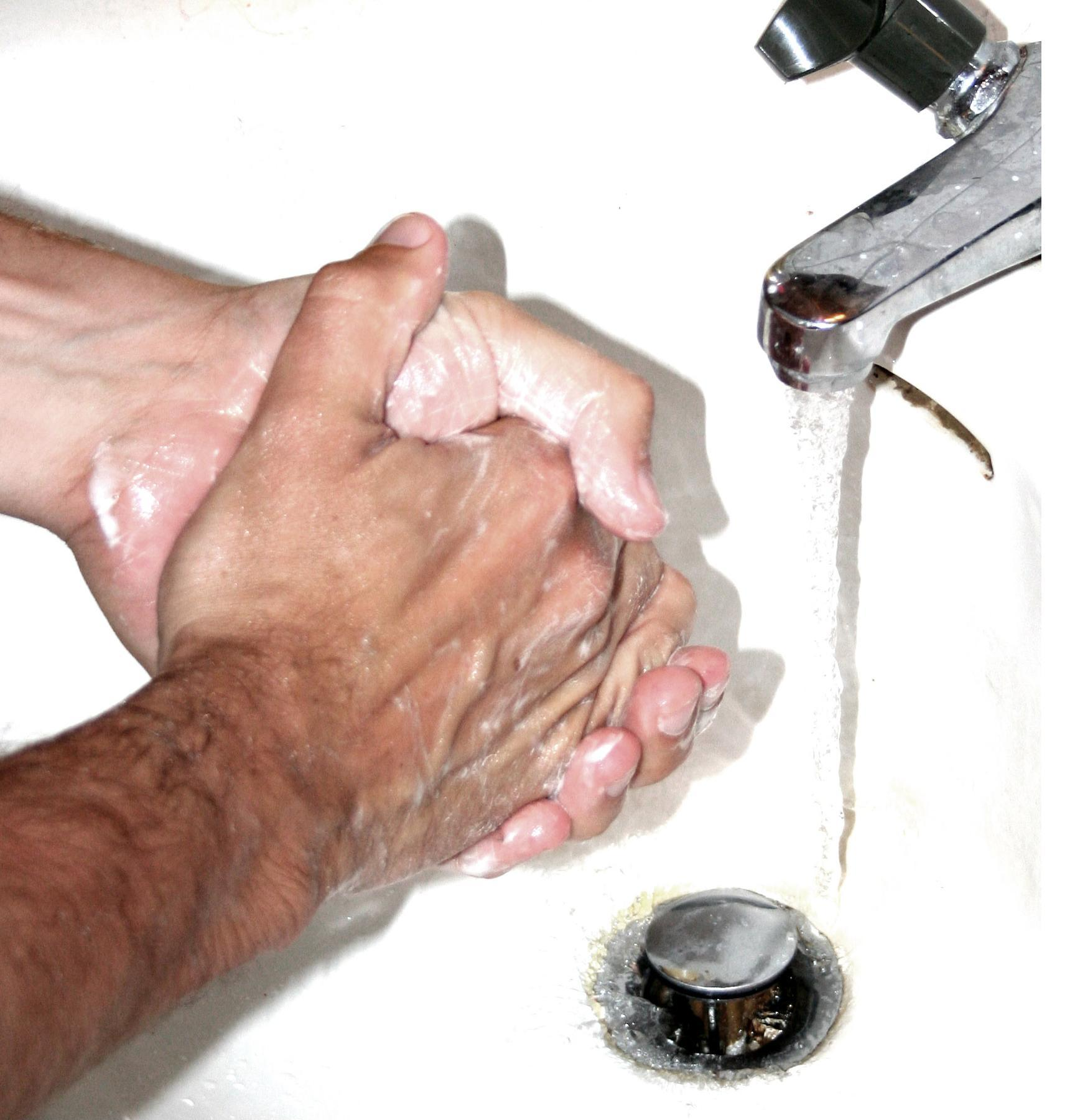
Hygiëne is een belangrijk onderdeel van de preventie tegen de Mexicaanse griep

### Preventie
De besmetting met griep, en dus ook deze griep, gebeurt hoofdzakelijk door met virus besmet slijm; door druppeltjes in de lucht van een hoestende of niezende patiënt en via besmette deurknoppen en andere oppervlakken. Beschermingsmaatregelen zijn bijvoorbeeld het regelmatig handen wassen, het huis schoon houden en zorgen voor een goede ventilatie. Het virus leeft in een droge warme omgeving veel korter dan in een vochtige, koele omgeving.
Om de kans te verkleinen dat men een ander besmet, is het aan te bevelen om bij het niezen en hoesten een wegwerpzakdoek te gebruiken, of nadien direct de handen te wassen. Het dragen van een mondkapje biedt enige bescherming tegen druppelbesmetting en/of om anderen te beschermen tegen besmetting door de drager. Tevens verhindert het dat men met besmette handen aan neus of mond komt.

### Behandeling
De CDC melden dat het virus resistent is tegen Amantadine en Rimantadine, maar wel behandeld kan worden met Oseltamivir en Zanamivir (handelsnamen Tamiflu en Relenza). Op 29 juni 2009 meldde de BBC dat in Denemarken de eerste resistentie van het virus tegen Oseltamivir geconstateerd is.

## Achtergrond
| Pandemie         | Jaar    | Influenza A- subtype | Doden          | Sterftegraad |
| ---------------- | ------- | -------------------- | -------------- | ------------ |
| Spaanse griep    | 1918–19 | H1N1                 | 20–100 miljoen | 4–20%        |
| Aziatische griep | 1957    | H2N2                 | 2 miljoen      | < 0,1%       |
| Hongkonggriep    | 1968–69 | H3N2                 | 1 miljoen      | < 0,1%       |

Ieder jaar zorgt griep voor ongeveer 3 tot 5 miljoen ernstig zieken en een kwart tot een half miljoen doden.
Naast deze jaarlijkse griepepidemieën, heeft het influenzavirus A een aantal grote grieppandemieën veroorzaakt, waaronder drie in de twintigste eeuw: de Spaanse griep in 1918–1919, de Aziatische griep in 1957 en de Hongkonggriep in 1968–1969. In deze gevallen ging het telkens om een vorm van het Influenzavirus A, dat door antigene shift zodanig was gemuteerd, dat mensen niet voldoende immuniteit hadden voor het virus. De pandemieën verschilden echter wel in omvang, viruseigenschappen en sterftegraad. Nevenstaande tabel geeft een overzicht van de drie grieppandemieën van de twintigste eeuw, met hun eigenschappen en gevolgen.
Naast deze pandemieën zijn er vaker dreigingen voorgekomen voor een uitbraak, zoals in de Verenigde Staten in 1976, en de Russische griep in 1977, waarbij het in beide gevallen ging om varianten van H1N1. Recenter zijn de uitbraken van SARS en vogelpest-variant H5N1, die er mede voor hebben gezorgd dat overheden en organisaties betere voorzorgsmaatregelen hebben getroffen en alerter zijn geworden op uitbraken.

## Geschiedenis
| Gevallen van Influenza A (H1N1) in 2009 per land | Gevallen van Influenza A (H1N1) in 2009 per land | Gevallen van Influenza A (H1N1) in 2009 per land |
| Land                                             | Griepgevallen                                    | Doden                                            |
| ------------------------------------------------ | ------------------------------------------------ | ------------------------------------------------ |
| Totaal wereldwijd                                | > 260.000                                        | 13.763                                           |

Aantal besmettingsgevallen:
1+
5+
50+
500+
5000+
50 000+
Zie ook: H1N1-livemap, [https://www.who.int/csr/don/ WHO-updates

| Buiten Europa (met meer dan 75 doden per land)   |                                                  |                                                  |
| Verenigde Staten                                 | > 45.926                                         | 2.290                                            |
| Brazilië                                         | > 6.592                                          | 1.632                                            |
| India                                            | > 615                                            | 1.035                                            |
| Mexico                                           | > 17.581                                         | 880                                              |
| China                                            |                                                  | 648                                              |
| Argentinië                                       | > 5.710                                          | 617                                              |
| Canada                                           | > 11.883                                         | 416                                              |
| Peru                                             | > 5.304                                          | 208                                              |
| Thailand                                         | > 10.043                                         | 192                                              |
| Australië                                        | > 32.799                                         | 191                                              |
| Colombia                                         | > 275                                            | 196                                              |
| Egypte                                           |                                                  | 172                                              |
| Zuid-Korea                                       |                                                  | 170                                              |
| Chili                                            | > 12.104                                         | 150                                              |
| Iran                                             |                                                  | 147                                              |
| Syrië                                            |                                                  | 127                                              |
| Venezuela                                        | > 476                                            | 121                                              |
| Saoedi-Arabië                                    |                                                  | 124                                              |
| Japan                                            |                                                  | 107                                              |
| Ecuador                                          | > 881                                            | 96                                               |
| Zuid-Afrika                                      | > 6.751                                          | 93                                               |
| Maleisië                                         | > 1.780                                          | 77                                               |
| Europa (met meer dan 16 doden per land)          |                                                  |                                                  |
| Turkije                                          |                                                  | 415                                              |
| Verenigd Koninkrijk                              | > 13.471                                         | 309                                              |
| Spanje                                           | > 1.538                                          | 271                                              |
| Frankrijk                                        | > 1.125                                          | 256                                              |
| Oekraïne                                         |                                                  | 202                                              |
| Italië                                           | > 2.384                                          | 193                                              |
| Duitsland                                        | > 19.015                                         | 159                                              |
| Polen                                            |                                                  | 148                                              |
| Griekenland                                      | > 2.149                                          | 82                                               |
| Roemenië                                         |                                                  | 82                                               |
| Israël                                           | > 2.000                                          | 81                                               |
| Portugal                                         | > 2.983                                          | 70                                               |
| Tsjechië                                         | > 281                                            | 67                                               |
| Servië                                           |                                                  | 61                                               |
| Hongarije                                        | > 206                                            | 57                                               |
| Nederland                                        | > 1.474                                          | 54                                               |
| Finland                                          | > 259                                            | 36                                               |
| Bulgarije                                        |                                                  | 35                                               |
| Letland                                          |                                                  | 31                                               |
| Denemarken                                       |                                                  | 30                                               |
| Slowakije                                        |                                                  | 30                                               |
| Noorwegen                                        | > 1.336                                          | 29                                               |
| Zweden                                           | > 1.274                                          | 25                                               |
| Ierland                                          | > 885                                            | 22                                               |
| Litouwen                                         |                                                  | 18                                               |
| België                                           | 20.875                                           | 17                                               |
|                                                  |                                                  |                                                  |
| Laatst bijgewerkt: 8 jan 2010 18.45 MEZT         |                                                  |                                                  |
| Noten 1. 2.                                      |                                                  |                                                  |

### Uitbraak en verspreiding
De precieze herkomst van het nieuwe virus is onbekend. De eerste beschreven besmetting was van een vierjarige jongen uit La Gloria in de omgeving van Perote in de Mexicaanse staat Veracruz. Het jongetje overleefde de besmetting maar twee baby's uit hetzelfde dorp overleden. De eerste dodelijke afloop van een besmettingsgeval vond plaats op 13 april bij een 39-jarige vrouw uit de Mexicaanse stad Oaxaca. Dokters vermoedden aanvankelijk longontsteking versterkt door diabetes. Uit een Canadese test is later gebleken dat zij de nieuwe griepvariant had. Zij werkte als censusonderzoekster voor de belastingen en is daarom bij veel mensen van deur tot deur langs geweest.
De uitbraak van het virus werd voor het eerst ontdekt in Mexico-Stad vanaf 18 maart. De Mexicaanse autoriteiten namen in eerste instantie aan dat het ging om een 'normale' griep. Op 21 april ontdekten de Amerikaanse Centers for Disease Control and Prevention (CDC) dat het ging om een nieuwe vorm van varkensgriep, toen twee kinderen in de Amerikaanse staat Californië het virus opliepen.
In maart en april 2009 werd een groot aantal waarschijnlijke besmettingsgevallen gevonden in Mexico en het zuidwesten van de Verenigde Staten. In het weekend van 25 april werd bekend dat het virus zich heeft verspreid naar andere landen, waaronder Canada en Nieuw-Zeeland. Op 27 april bleek dat ook het eerste geval van verspreiding in Europa was vastgesteld, in Spanje. Op dezelfde dag werd het virus ook vastgesteld in Schotland.
Op 29 april werd door de CDC het eerste overlijdensgeval in de VS als gevolg van de varkensgriep bekendgemaakt. Een peuter, van 23 maanden, uit de staat Texas bleek het eerste slachtoffer van de griep buiten Mexico. Later werd duidelijk dat de overleden peuter uit Mexico afkomstig was. De ouders waren juist naar de Verenigde Staten gekomen voor de behandeling van het virus.

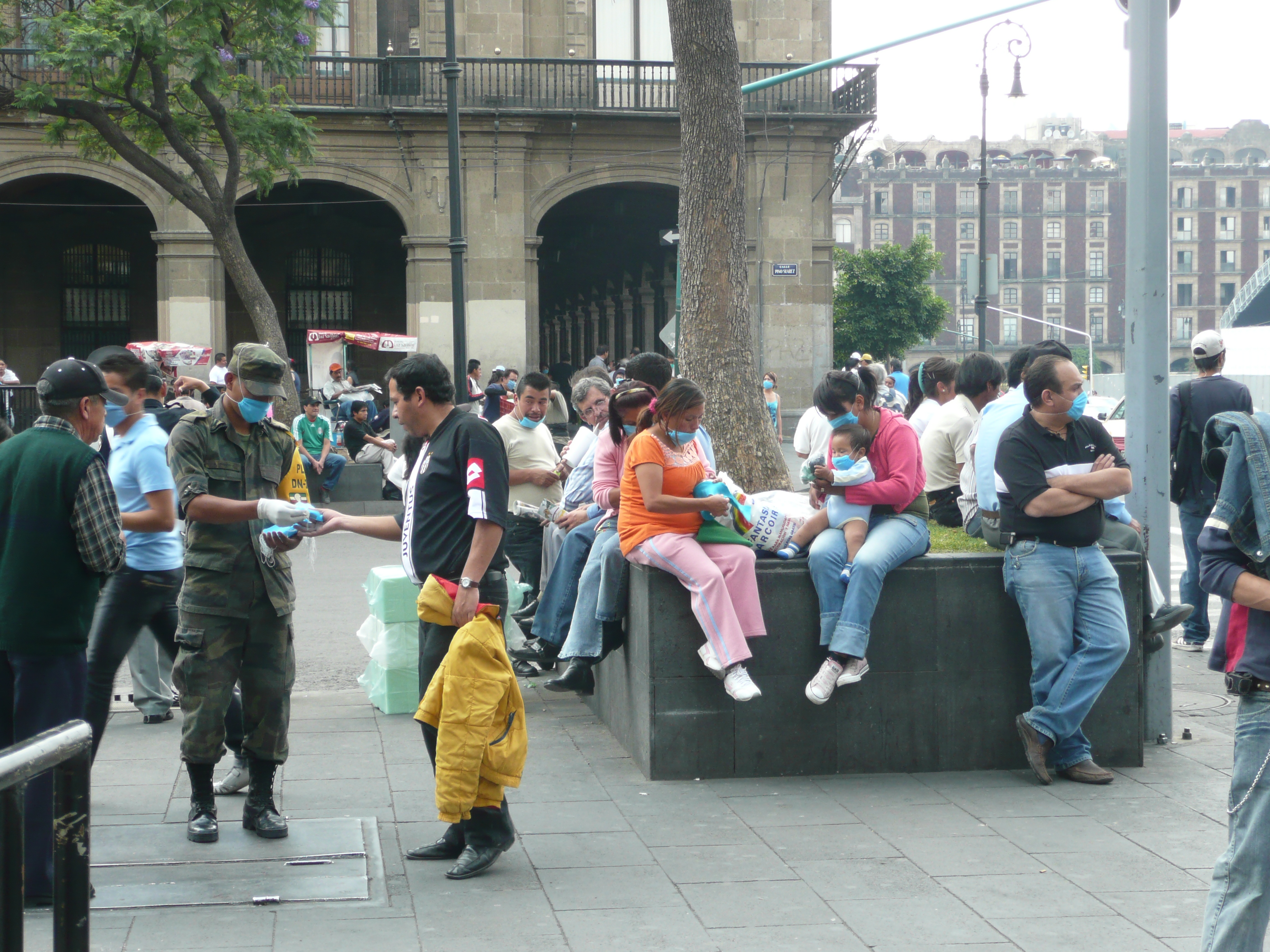
Een Mexicaanse militair deelt mondkapjes uit

#### Maatregelen en gevolgen in Mexico
Op 24 april 2009 besloten de overheden van Mexico-Stad en de staat Mexico tot het sluiten van scholen, musea, bibliotheken, theaters en andere openbare gebouwen om de verdere verspreiding van het virus tegen te gaan. Een dag later werd bekend dat de scholen in Mexico-Stad en de staten Mexico en San Luis Potosí in ieder geval tot 6 mei gesloten zouden blijven.
Op 25 april riep president Felipe Calderón de noodtoestand uit. De inwoners van de hoofdstad werd aanbevolen elk lichamelijk contact, zoals handen schudden en zoenen, te vermijden, mondkapjes te dragen en niet in grote groepen samen te komen. In vliegvelden en busterminals in het hele land werden passagiers gecontroleerd op het griepvirus, niet-urgente rechtszaken en missen van de katholieke kerk werden opgeschort, voetbalwedstrijden werden zonder publiek gespeeld en restaurants mochten uitsluitend nog meeneemmaaltijden verzorgen.
Op 27 april besloot de Mexicaanse minister van Onderwijs dat de scholen in het hele land tot 6 mei gesloten zullen blijven. Burgemeester van Mexico-Stad Marcelo Ebrard verklaarde indien het aantal nieuwe besmettingen niet afneemt desnoods het hele openbaarvervoersysteem van de stad stil te zullen leggen. President Calderón riep de Mexicanen op 29 april op van 1 april tot 5 mei zo veel mogelijk binnen te blijven en schortte voor die periode alle niet-essentiële overheidsdiensten op. Transportfaciliteiten, waaronder vliegvelden, havens en busstations, bleven wel open. Vanaf 7 mei kwam het openbare leven langzaam weer op gang.
Op 25 mei maakte de deelstaat Veracruz bekend een standbeeld te willen oprichten voor 'Patiënt nul', de 4-jarige Edgar Hernández, die als het eerste slachtoffer van het virus wordt gezien. De hoop is dat het beeld het toerisme zal stimuleren.

### Verder verloop van de uitbraak
Op 25 april werd het virus voor het eerst vastgesteld bij een persoon die niet naar Mexico was gereisd. Het ging om een getrouwde vrouw uit Kansas, wier man wel naar Mexico was geweest. De twee werden niet opgenomen in het ziekenhuis, hun toestand werd omschreven als mild. Een persoon in Spanje van wie op 29 april bekend werd gemaakt dat hij het virus heeft opgelopen, wordt echter door veel bronnen genoemd als eerste door griep getroffen persoon die niet naar Mexico is geweest.
De griepvariant is op 2 mei 2009 ook aangetroffen bij een kudde varkens in de provincie Alberta, volgens de Canadian Food Inspection Agency. De dieren waren besmet door een medewerker van de boerderij, die de maand tevoren in Mexico was. Dit voorval is voor zover bekend de eerste keer dat de ziekte van mens op dier wordt overgedragen.
Op 11 juni 2009 kondigde de Wereldgezondheidsorganisatie "Fase 6" af, wat de hoogste fase is. Dit betekent dat het virus zich over meerdere continenten verspreid heeft.

### Verspreiding in Europa
Op 27 april maakte het Spaanse ministerie van Volksgezondheid bekend dat een 23-jarige man uit Almansa varkensgriep heeft opgelopen. De man was op 22 april teruggekeerd uit Mexico en op 25 april in quarantaine geplaatst. Dit was het eerste bevestigde geval van varkensgriep in Europa. Op dezelfde dag werden door de Schotse minister van Volksgezondheid Nicola Sturgeon twee gevallen van Mexicaanse griep in Schotland bevestigd. Op 14 juni 2009 werd bekendgemaakt dat in Schotland de eerste Europese dode is gevallen ten gevolge van Influenza A (H1N1). Het betrof een persoon in een ziekenhuis in Glasgow die samen met negen anderen behandeld werd voor de griep.
Eind juli 2009 waren er in Europa 26.446 griepgevallen, waaronder 40 sterfgevallen. Eind augustus 2009 waren er 46.016 gevallen, waarvan 104 overlijdens. Eind september waren er meer dan 56.000 griepgevallen en 138 sterfgevallen.

## Situatie in België en Nederland

### België
Op 26 april gaf interministerieel commissaris Marc Van Ranst aan dat er nog geen maatregelen genomen worden maar dat waakzaamheid geboden is en ingrijpen indien nodig. Op Brussels Airport werden informatiebrochures uitgedeeld met informatie over de Mexicaanse griep. Op 27 april werd het reisadvies van Buitenlandse Zaken aangepast tot "Niet-essentiële reizen worden afgeraden". Op die manier konden mensen die een reis naar Mexico gepland hebben, deze kosteloos annuleren. Op 2 mei maakte de overheid bekend een optie te nemen op 20 miljoen doses vaccin, wat neerkomt op twee doses per inwoner, voor een bedrag van ongeveer 150 miljoen euro.
Op 13 mei werd een eerste geval van een besmet persoon bekendgemaakt, een 28-jarige man uit de omgeving van Gent. De eerste patiënten werden in het Sint-Pietersziekenhuis in quarantaine geplaatst en behandeld met virusremmers, latere patiënten werden thuis geïsoleerd. Personen die nauw contact hadden met hen werden eveneens geïsoleerd en behandeld met virusremmers om verdere verspreiding van de ziekte te voorkomen. Vanwege de toename van patiënten stopte men vanaf 14 juli met deze maatregelen. Enkel personen uit risicogroepen en zwaar zieke personen krijgen nog virusremmers. Op 30 juli viel de eerste griepdode in België, het betreft een jonge vrouw uit Meerle bij Hoogstraten. Zij werd opgenomen in het ziekenhuis van Turnhout waar ze overleed.
Het aantal gevallen bereikte einde oktober zijn hoogtepunt. Vanaf november 2009 konden personen uit risicogroepen zich laten vaccineren tegen de A/H1N1-griep.
Op 11 februari 2010 werden sinds april 2009 213.212 gevallen geteld van de H1N1-griep waarvan 19 sterfgevallen. Ook blijkt dat het virus de seizoensgriep heeft verdrongen.

### Nederland

#### 2009
Het Rijksinstituut voor Volksgezondheid en Milieu (RIVM) adviseerde op 25 april mensen die binnen zeven dagen na terugkomst uit Mexico hoge koorts krijgen zich te melden bij de huisarts. Direct meldden zich mensen bij het RIVM die terugkwamen uit Mexico met koorts en griepachtige verschijnselen, maar uit onderzoek bleek dat deze mensen het virus niet hadden. Luchthaven Schiphol zag op 26 april nog geen redenen om extra veiligheidsmaatregelen te treffen. Luchtvaartmaatschappij KLM, die dagelijks vliegt naar Mexico, laat vertrekkende passagiers een vragenlijst invullen over hun gezondheid. In eerste instantie zag het ministerie van Buitenlandse Zaken geen reden om een negatief reisadvies voor Mexico af te geven. Op 28 april werd besloten om het reisadvies toch te veranderen in "niet-essentiële reizen naar Mexico worden ontraden". Op 29 april kwam het Outbreak Management Team bijeen. Het RIVM waardeerde Influenza A (H1N1) op naar categorie A van de meldingsplichtige ziekten. Dit houdt in dat artsen bij het vermoeden of vaststellen van de ziekte verplicht zijn de naam van de patiënt door te geven. Hierbij telt de bescherming van de volksgezondheid zwaarder dan de privacy van de patiënt.
Op 30 april werd bekend dat ook in Nederland een geval van Influenza A (H1N1) was gesignaleerd, bij een driejarig kind. Het kind was op 27 april met zijn ouders teruggekomen van een familiefeest in Mexico. Het RIVM begon daarom, samen met de luchtvaartmaatschappij, de passagiers op te sporen die tijdens de vlucht vlak voor, vlak achter en naast het gezin hadden gezeten. Deze passagiers kregen ook uit voorzorg de virusremmer Tamiflu toegediend. Het besmette kind en zijn familie werden behandeld. Alle dertig passagiers die in de buurt van het kind in het vliegtuig hadden gezeten, werden opgespoord, onder andere door GGD Kennemerland.
Op 4 augustus meldde het RIVM dat een 17-jarige jongen was overleden aan de griep. Hij was al ernstig ziek en kreeg ook nog eens deze griep erbij, dat werd hem fataal. Ab Klink, minister van Volksgezondheid, meldde naar aanleiding hiervan dat de ziekte in verreweg de meeste gevallen mild verloopt. "Helaas is bij de nieuwe influenza A, net zoals bij de reguliere griep, in incidentele gevallen toch sprake van slachtoffers. Maar we doen er alles aan dat aantal zo veel als mogelijk te beperken." Een plan van Klink om de schoolvakanties te verlengen als de Mexicaanse griep heviger en eerder uit zou breken dan verwacht was een dag later alweer van de baan.
Roel Coutinho, directeur infectieziektebestrijding en voorzitter van het OMT, gaat ervan uit dat één op de duizend patiënten overlijdt. Het gaat dan vrijwel altijd om mensen die al ernstig ziek waren. Op 7 augustus maakt het RIVM bekend dat de Mexicaanse griep (Nieuwe Influenza A (H1N1)) voortaan als 'gewone griep' wordt beschouwd, vanwege het relatief milde verloop. Alleen risicogroepen komen nog in aanmerking voor speciale behandeling, zoals met antiviraal middel (Oseltamivir). Midden augustus maakt het RIVM bekend dat er inmiddels 1473 bevestigde infecties van Mexicaanse griep bekend waren. Op 17 augustus adviseren de Gezondheidsraad en het RIVM om in Nederland alleen medisch kwetsbare groepen, gezondheidswerkers en mantelzorgers die met patiënten in contact komen te vaccineren tegen Nieuwe Influenza A (H1N1). Minister Ab Klink van VWS heeft dit advies overgenomen.
Op 21 augustus en 18 september werden nog eens een respectievelijk twee gevallen bekendgemaakt: in alle drie de gevallen betrof het personen van ten minste 50 jaar oud die al verzwakt waren door andere ernstige ziektes. Op 23 oktober was er volgens het RIVM officieel sprake van een epidemie in Nederland. Ook werd er gemeld dat er nog twee personen zijn overleden: een 40-jarige man die al enige tijd ernstig ziek was en een 14-jarig meisje dat kerngezond was. In totaal zijn er nu in Nederland 6 personen overleden aan deze griep. De aanvankelijke melding dat een 16-jarig meisje uit het Zeeuwse Sint Philipsland vermoedelijk ook aan het virus was overleden, bleek later onterecht.
Minister Klink bestelde 34 miljoen vaccins, maar toen die in de herfst gereed waren, was de epidemie over haar hoogtepunt heen. Volgens schatting van Roel Coutinho zijn zeker 20 miljoen vaccins ongebruikt gebleven. Op 24 december meldde het Nederlands Instituut voor onderzoek van de gezondheidszorg (NIVEL) dat de epidemie van de Mexicaanse griep voorbij was. Het aantal mensen met griep daalde tot onder de 51 per 100.000 inwoners.
Achteraf gezien was het ondanks de aanwezigheid van het Mexicaansegriepvirus een zeer mild griepseizoen met het laagste aantal griepdoden in jaren.

#### 2010–2011
In het najaar van 2010 stak de Mexicaanse griep weer de kop op.
In de tweede week van 2011 waren er 148 mensen in Nederlandse ziekenhuizen opgenomen met de Mexicaanse griep. Tussen eind oktober 2010 en 13 januari 2011 zijn er 7 mensen in Nederland overleden aan de Mexicaanse griep. Op 27 januari was het aantal doden gestegen tot 20 en het aantal ziekenhuisopnamen tot 399. Op 3 februari stond het dodental op 25 en was het aantal ziekenhuisopnamen verder opgelopen tot 476.
In de derde week van januari werd de griepgolf op basis van statistieken tot epidemie verklaard. Bij 60 procent van de mensen bij wie griep werd vastgesteld bleek sprake te zijn van het Mexicaansegriepvirus.

## Internationale reactie

### Wereldbank
Op zondag 26 april 2009 maakte de Mexicaanse minister Agustín Carstens in Washington bekend dat de Wereldbank per direct een lening van 205 miljoen dollar verstrekt aan Mexico voor het bestrijden van de varkensgriep. 25 miljoen dollar is bedoeld voor primaire doeleinden, onder andere medicijnen. De overige 180 miljoen dollar is bestemd voor langetermijndoelen zoals het gereedmaken van autoriteiten en instellingen voor een grootschalige epidemie.
| Pandemie-alarmfases van de WHO | Pandemie-alarmfases van de WHO |
| Fase | Beschrijving |
| --- | --- |
| 1 | Er circuleren geen dierlijke griepvirussen waarvan bekend is dat ze infecties veroorzaken bij mensen. |
| 2 | Van een dierlijk griepvirus is bekend dat deze een infectie heeft veroorzaakt bij een mens. Het virus wordt daarom als een mogelijke veroorzaker van een pandemie beschouwd. |
| 3 | Een dierlijk of menselijk-dierlijk griepvirus heeft enkele gevallen of kleine clusters van besmetting veroorzaakt bij mensen. Er is geen sprake van grootschalige overdracht van het virus van mens op mens.                                                                                           |
| 4 | Van het dierlijke of menselijk-dierlijke griepvirus is bevestigd dat er sprake is van overdracht van mens op mens, wat betekent dat de kans op een uitbraak zeer aanwezig is. Fase 4 betekent een significante verhoging van het risico op een pandemie, maar een pandemie is nog niet onvermijdelijk. |
| 5 | Hetzelfde griepvirus heeft uitbraken veroorzaakt in twee of meer landen in dezelfde WHO-regio. Deze fase geeft aan dat een pandemie waarschijnlijk is. |
| 6 | Naast de criteria van fase 5 heeft het griepvirus een uitbraak veroorzaakt in minstens een ander land in een andere WHO-regio. |
| Post-piekperiode Het aantal ziektegevallen daalt in de meeste landen. Aangezien pandemieën vaak in golven optreden is het niet ondenkbaar dat het aantal ziektegevallen vervolgens weer gaat stijgen. | |
| Post-pandemische periode De activiteit van griepvirussen is terug op het normale niveau. | |

### Wereldgezondheidsorganisatie
De Wereldgezondheidsorganisatie (WHO) gaf op 25 april 2009 aan dat het griepvirus een "pandemisch potentieel" had. De WHO, onderdeel van de Verenigde Naties, stuurde deskundigen naar Mexico om de lokale gezondheidsautoriteiten te helpen. Tevens werd door de organisatie een noodcomité samengesteld om te onderzoeken of deze varkensgriep een gevaar kan opleveren voor de internationale volksgezondheid. De eerste bijeenkomst van dit comité vond plaats op 25 april in Genève.
Voorafgaand aan deze bijeenkomst had Margaret Chan, directeur-generaal van de Wereldgezondheidsorganisatie, aangegeven dat onder meer een aanpassing van het pandemic alert level (Pandemie-waarschuwingsschaal) mogelijk was. Dit alertheidsniveau bevond zich op niveau 3 op een schaal van 6, hetgeen inhoudt dat het bestaan van een nieuw virus weliswaar is bevestigd, maar dat er geen tot weinig bewijs is voor een grote uitbraak. Het comité kwam tot de conclusie dat er meer informatie nodig was om een verhoging van het alertheidsniveau te overwegen. Een dag eerder was door WHO-woordvoerder Gregory Hartl gezegd, dat, gezien de omstandigheden van deze uitbraak, er geen sprake was van een vorm van een normale 'seizoensgriep'. "Omdat deze gevallen zich niet voordoen bij de allerjongsten en de alleroudsten, wat normaal is bij seizoensgriep, is dit een ongebruikelijke gebeurtenis en een reden voor verhoogde oplettendheid," aldus Hartl.
WHO-epidemioloog Keiji Fukuda zei op 26 april in een persconferentie dat de wereld beter dan ooit voorbereid zou zijn op een mogelijke grieppandemie door de voorbereidingen die getroffen zijn naar aanleiding van de vogelpest in de voorgaande jaren. In de persconferentie zei Fukuda verder dat de WHO bezig is met het ontwikkelen van een varkensgriepvaccin. De productie van een dergelijk vaccin duurt 10 tot 12 weken. De WHO heeft geen negatief reisadvies voor Mexico of andere getroffen landen geadviseerd.
Naar aanleiding van een tweede bijeenkomst van het noodcomité op 27 april werd het alarmniveau verhoogd naar fase 4. Het comité had dit geadviseerd en dat advies werd door directeur-generaal Chan overgenomen. De beslissing was gebaseerd op epidemiologische gegevens waaruit bleek dat het virus mens-op-mens overdraagbaar is en dat het virus zich makkelijk snel kan verspreiden. Volgens Chan betekende deze verhoging dat de waarschijnlijkheid van een pandemie was toegenomen, maar dat een pandemie niet onvermijdelijk was. Het nieuwe alertheidsniveau houdt in dat de landen intensievere maatregelen moeten nemen tegen verspreiding van besmetting.
Op de avond van 29 april 2009 werd de alarmfase door de Wereldgezondheidsorganisatie opgeschaald naar niveau 5. Op 11 juni werd het alarmfaseniveau verhoogd naar niveau 6, het hoogste niveau. De uitbraak was hiermee door de organisatie tot pandemie uitgeroepen. Op 16 juli 2009 meldde de WHO dat het aantal gevallen niet meer is te tellen.
Op 10 augustus 2010 verklaarde de WHO dat het H1N1-virus in een post-pandemieperiode was terechtgekomen.

### Europese Unie
Commissaris Androulla Vassiliou van de Europese Unie zei op maandag 27 april 2009 dat zij persoonlijk het reizen naar de varkensgriepgebieden afraadt. Ook maakte ze bekend dat de ministers van Volksgezondheid van de EU-landen op donderdag 30 april 2009 bijeenkomen in een spoedoverleg. Na de bijeenkomst maakte de Nederlandse minister Ab Klink bekend dat Europa klaar is voor een eventuele grieppandemie. Ook gaf hij aan dat de EU geen vliegverbod voor Mexico instelt.

## Benaming
Voor de uitbraak van het virus wordt geen eenduidige term gehanteerd. In het begin van de uitbraak werd vooral de naam 'varkensgriep' gehanteerd. Redenen om een andere naam te gebruiken waren imagoschade voor varkensvlees of geloofsovertuiging. Er zijn door verschillende landen en organisatie alternatieve namen voorgesteld, waarvan 'Influenza A (H1N1)' de in Nederland en België meest gebruikte en geaccepteerde variant is.
Op 27 april maakte Yakov Litzman, de ultrareligieuze minister van Gezondheid van Israël, bekend dat voortaan in Israël gesproken zal worden van 'Influenza A (H1N1)' in plaats van varkensgriep. Dit vanwege het niet-koosjer zijn van varkens. Later, onder andere na klachten van de Mexicaanse ambassadeur in Israël, werd deze uitlating door de Israëlische regering herroepen en afgedaan als een grapje of verspreking van de betreffende minister.
De Europese Unie heeft de naam 'varkensgriep' eveneens in de ban gedaan. De naam zou varkensvlees imagoschade toebrengen, waar varkensboeren weer de dupe van zouden kunnen worden. In plaats daarvan hanteert de EU de naam nieuwe griep (Novel Flu).
De Wereldorganisatie voor diergezondheid (OIE) meldde op 28 april eveneens dat het de naam varkensgriep niet correct vond. Gezien de opbouw van het virus, dat naast stammen van varkensgriep ook stammen van menselijke en vogelgriep bevatte, was de naam volgens de organisatie niet juist. De OIE stelde de naam North American influenza ("Noord-Amerikaanse griep") voor, verwijzend naar de herkomst en op dezelfde manier benaderd als de Aziatische griep en de Spaanse griep. Overigens geldt voor de Spaanse griep dat deze niet verwees naar de herkomst, maar naar het land waar voor het eerst uitgebreid over de griepuitbraak werd bericht.
De Amerikaanse minister van Landbouw Tom Vilsack pleitte er op 28 april samen met minister van Binnenlandse Veiligheid Janet Napolitano eveneens voor dat het virus niet meer als 'varkensgriep' werd aangeduid. Net als de EU, oordeelden zij dat varkensvlees door de benaming imagoschade op zou lopen. Vilsack en Napolitano stelden als alternatief de naam H1N1 Flu voor.
Op 29 april zei ook het Nederlandse RIVM in het vervolg niet meer over varkensgriep te spreken, maar over Influenza A (H1N1). Ook het Zuid-Koreaanse ministerie van Voedselvoorziening, Landbouw, Bosbouw en Visserij en de Taiwanese autoriteiten riepen op tot nieuwe benamingen: in Zuid-Korea werd de pers gevraagd de naam Mexicaans virus te gebruiken, Taiwan stelde als alternatief "H1N1 flu" of "new flu" voor.
De Wereldgezondheidsorganisatie weigerde in de beginperiode een nieuwe naam te gebruiken om het virus en de uitbraak aan te duiden, omdat dit vanaf het begin de gangbare term zou zijn geweest. Op 30 april maakte de organisatie bekend alsnog een andere naam te kiezen: sindsdien hanteert de WHO de naam influenza A (H1N1). Toen Nederlandse nieuwsorganisaties van de Mexicaanse griep bleven spreken, werd begin juni druk vanuit de Mexicaanse ambassade op hoofdredacteuren uitgeoefend om alsnog de naam te wijzigen. Inmiddels spreekt het RIVM over Nieuwe Influenza A, in lijn met veel andere Europese landen.
De medische benaming voor het virus is Influenza A (H1N1) virus, human, hoewel die naam geldt voor meerdere griepvarianten, zoals de Spaanse griep van 1918, de Russische griep van 1977–1978 en een groot aantal uitbraken van de gewone wintergriep.